# Ернест фон Кьорбер
Ернест фон Кьорбер (нім. Ernest von Koerber; *6 листопада 1850, Тренто, Австрійська імперія — †5 березня 1919, Баден, Австрія) — австро-угорський державний діяч. Двічі (у 1900-1904 і 1916) займав пост міністр-президента Цислейтанії.

## Життя і кар'єра
Народився в Тренто, який входив до складу Австрійської імперії в сім'ї підполковника жандармерії Йозефа фон Кьорбера. Навчався у Відні — спочатку в гімназії «Терезіанум», потім у Віденському університеті.
З 1874 працював в Міністерстві торгівлі. У 1895 призначений генеральним директором залізниць, в 1896 отримав чин таємного радника. У 1897-1898 — міністр торгівлі, з 1899 — міністр внутрішніх справ Цислейтанії.
З 19 січня 1900 по 31 грудня 1904 — міністр-президент Цислейтанії. У 1902-1904 одночасно займав пост міністра юстиції. У 1903 удостоєний Великого Хреста Ордену Св. Стефана. Покинув державну службу за станом здоров'я. З 1906 — член Академії наук.
Після початку Першої світової війни, в 1915–1916 виконував обов'язки імперського міністра фінансів. Після загибелі міністр-президента графа фон Штюргка, 31 жовтня 1916 отримав від імператора Франца-Йосипа пропозицію сформувати уряд. Однак, вже 21 листопада Франц-Йосиф помер, а з новим імператором, Карлом I, Кьорбер спрацюватися не зміг. 13 грудня він покинув свій пост. Помер в 1919, перебуваючи на лікуванні в санаторії в Бадені. Похований у Відні.

## Політика Кьорбера
Перебуваючи на чолі уряду, Кьорбер зарекомендував себе як політик буржуазно-ліберального напряму. Прагнув підтримувати єдність Австро-Угорщини в умовах посилення впливу національних рухів в різних частинах імперії. Активно займався реалізацією проектів, пов'язаних з розвитком транспортної інфраструктури, перш за все — залізниць і каналів, які повинні були зв'язати між собою всі великі річки Цислейтанії. Висунутий Кьорбером план оцінювався як найсміливіший і довгостроковий проект в історії країни. Він вважав, що швидке економічне зростання не тільки буде сприяти загальному підвищенню добробуту жителів, але і дозволить згладити суперечності між народами, що заселяли Австро-Угорщину. З фінансових причин плани Кьорбера були реалізовані лише частково.
Намагався налагодити відносини з соціал-демократами, скасував цензуру друку. Однак, він повинен був правити як його попередники по суті за допомогою надзвичайних постанов, так як німецькомовні ліберали спиралися на істотну політичну підтримку. Протиріччя між чехами і німцями в Богемії так і залишилися невирішеними.
Роки існування уряду Кьорбера часто оцінюються як «останній шанс австро-угорської монархії», який, однак, об'єктивно не міг бути використаний.